# Abenteuer in Rom (1952)
Abenteuer in Rom (Originaltitel: When in Rome) ist eine US-amerikanische Krimikomödie aus dem Jahr 1952 von Clarence Brown mit Van Johnson und Paul Douglas in den Hauptrollen. Der Film wurde von Metro-Goldwyn-Mayer produziert und basiert auf einer Originalstory von Robert Buckner.

## Handlung
Auf einer Schiffsreise nach Italien zu den Feierlichkeiten zum Heiligen Jahr 1950 teilt sich der Priester John Halligan aus Pennsylvania eine Kabine mit Joe Brewster, einem umgänglichen Hochstapler, der, ohne dass John es weiß, aus San Quentin geflohen ist. Joe, der katholisch erzogen wurde, schließt Freundschaft mit John. Als das Schiff in Genua anlegt, stiehlt Joe den Koffer seines schlafenden Zimmergenossen und steigt in Johns Soutane von Bord, um der wartenden Polizei zu entgehen. Joes Verkleidung täuscht die Beamten und auch zwei Priester, die gekommen sind, um John abzuholen. Die Priester nehmen Joe mit, um ihm die Sehenswürdigkeiten zu zeigen, und setzen ihn dann in einen Bus voller Geistlicher nach Rom. 
Als John aufwacht, muss er das Schiff in Joes auffälliger Kleidung verlassen und wird sofort verhaftet. Auf der Polizeiwache nimmt Kommissar Genoa an, dass John Joe ist, bis John das Vorwort zur lateinischen Messe rezitiert, was nur ein Priester tun kann. Nachdem er neue kirchliche Kleidung erhalten hat, reist John nach Rom mit dem Auftrag, der örtlichen Polizei bei der Festnahme von Joe zu helfen. In der Zwischenzeit freundet sich Joe mit dem irischen Pater McGinniss an, der ein Zimmer für „Pater John“ im Kloster der Drei Heiligen besorgt. Als Joe die bescheidenen Zellen der Mönche besichtigt, findet er, dass die Quartiere unheimlich an San Quentin erinnern, aber er ist zufrieden, ein Versteck zu haben. Als John in Rom ankommt, meldet er sich bei Kommissar Aggiunto Bodulli, der Englisch spricht, das mit westlichen Redewendungen gespickt ist, die er während des Krieges als Kriegsgefangener in Texas gelernt hat. Bodulli möchte, dass John, der als einziger in Italien Joe identifizieren kann, ihm hilft, ist sich aber bewusst, dass John sich nur ungern als „Spitzel“ aufführen lässt. Während die beiden Männer einer Prozession zuschauen, erschrickt John, sagt aber nichts, als er sieht, wie Joe ein Kreuz trägt und einem kleinen, älteren Priester hilft, seines zu tragen. Später, als Bodulli John sagt, dass er ihn am nächsten Tag von einem Polizisten im Kloster der Drei Heiligen abholen lassen wird, wo er registriert ist, wird John klar, dass Joe dort sein muss. 
Ohne Johns Wissen arrangiert Bodulli, dass der Polizist Antonio Silesto ihm folgt. John kommt im Kloster an, als Joe und McGinniss einem Konzert eines Knabenchors zuhören, und Joe erinnert sich an seine Tage als Chorknabe. Als Joe erfährt, dass jemand auf ihn wartet, denkt er, es sei die Polizei und ist froh, dass es John ist, bei dem er sich entschuldigt. John will Joe ausliefern, aber Joe überzeugt ihn, 24 Stunden zu warten. Als John durch Rom spaziert, bemerkt er, dass Silesto ihm folgt. Silesto entschuldigt sich für seine Ungeschicklichkeit und lädt John zum Abendessen nach Hause ein, um mit ihm den Geburtstag seiner Frau zu feiern. Während ihres netten Abendessens erklingen Sirenen und John erfährt, dass das Kloster der Heiligen Drei Könige brennt. Er eilt zum Kloster und lässt Silesto zurück. John ist erleichtert, Joe zu finden, wird jedoch von einem herabfallenden Balken niedergeschlagen und von Joe in Sicherheit gebracht. Am Trevi-Brunnen begleitet ein dankbarer John Joe zu einer Kutschenfahrt durch Rom. Am Kolosseum erzählt Joe John, dass „die Jungs“ über eine besondere Pilgerfahrt zu den vier großen Kirchen Roms gesprochen haben, bei der einem Büßer alle seine Sünden vergeben werden können. John sagt Joe, dass Vergebung nur dann verdient wird, wenn der Büßer aufrichtig bereut, beichtet und die heilige Kommunion empfängt. Joe bittet John, seine Beichte anzuhören, und die beiden begeben sich auf die Pilgerfahrt. Am nächsten Morgen gibt John in der dritten Kirche, Sankt Paul vor den Mauern, einem Straßenjungen Geld für eine Reliquie, von der er weiß, dass sie gefälscht ist. Joe schimpft mit ihm, weil er den Jungen auf denselben Weg gebracht hat, den er als Kind gegangen war. Während sie reden, sieht Silesto, der mit seiner Frau zur Kirche gekommen ist, sie und ruft Bodulli. Obwohl Joe und John Silesto nicht gesehen haben, werden sie, als sie sich dem Petersdom nähern, besorgt, als ein paar Polizisten sie anstarrt und eine Gasse hinunterläuft. Als Joe ein verschlossenes Tor sieht, dreht er die Klinke und die beiden finden sich in einem Klostergarten wieder, wo ein älterer Mönch in einem Notizblock schreibt, dass sie alle ein Leben lang hier sind, um zu beten und für die Sünden anderer zu büßen. Joe ist verwirrt über die liebevolle Atmosphäre unter diesen „Lebenslänglichen“ und erschüttert, als der Mönch sich für das Anstarren entschuldigt und sagt, dass das verrostete Seitentor seit hundert Jahren nicht mehr geöffnet worden sei. Nachdem Joe und John gegangen sind, schlägt Joe vor, dass sie sich trennen, damit John nicht in Schwierigkeiten gerät. Die beiden nehmen ein Taxi zum Bahnhof, wo Joe sich in eine Schar von Priestern schleicht. Bodulli und seine Männer finden John, und er verrät unbeabsichtigt Joes Pläne, indem er die Namen der drei Kirchen erwähnt, die sie gerade besucht haben. Da Bodulli weiß, dass die vierte Kirche auf der Pilgerreise der Petersdom ist, nimmt er John mit in den Vatikan. Sie kommen an, kurz nachdem Joe durch die Heilige Pforte gegangen ist und damit seine Pilgerreise beendet hat. Joe leistet seiner Verhaftung keinen Widerstand, entkommt aber bald und enttäuscht John, der glaubt, er müsse sich in Joes wahrem Wunsch nach Reue geirrt haben. 
Als der niedergeschlagene John einen Spaziergang macht, kommt er wieder zum Klostertor und ist überrascht, dass es sich leicht öffnen lässt. Drinnen findet er Joe, der den Garten pflegt, und beschuldigt ihn wütend, die freundlichen Mönche auszunutzen. Joe spricht nicht, sondern benutzt einen Notizblock, um John zu erzählen, dass er an einem Ort mit einer Vergangenheit, aber ohne Zukunft gewesen sei und den Rest seines Lebens an einem Ort mit einer Zukunft, aber ohne Vergangenheit verbringen wolle. Der ältere Mönch beruhigt John, indem er schreibt, dass er alles über Joe weiß und glaubt, dass er wirklich reuig ist. Zufrieden gibt John Joe seinen wertvollsten Besitz, den Rosenkranz seiner Mutter, und verspricht, sich dafür einzusetzen, dass er in den USA begnadigt wird und ihn im nächsten Heiligen Jahr in 25 Jahren zu besuchen.

## Hintergrund
Gedreht wurde der Film vom 19. Juni bis Mitte August 1951.
Laut einer Pressemeldung wurde der Schauspieler Douglas Fowley für eine Rolle in dem Film in Betracht gezogen. Ein Großteil des Films wurde an Originalschauplätzen in Rom gedreht. Zu den römischen Drehorten gehörten die Spanische Treppe, das Kolosseum und die Basiliken Santa Maria Maggiore, Sankt Johannes im Lateran und Sankt Paul vor den Mauern. Es wurden auch einige Innenaufnahmen des Petersdoms gemacht.
Edward C. Carfagno und Cedric Gibbons oblag die künstlerische Leitung. Hugh Hunt und Edwin B. Willis waren für das Szenenbild zuständig. Verantwortlicher Toningenieur war Douglas Shearer. A. Arnold Gillespie und Warren Newcombe schufen die Spezialeffekte. Eugene Zádor leitete das Orchester.
In der Originalfassung wurde Dino Nardi in der Rolle des Kommissars Genoa von Paul Frees auf Englisch synchronisiert.

## Veröffentlichung
Die Premiere des Films fand am 15. April 1952 statt. In Österreich kam er im Juni 1953 in die Kinos.

## Kritiken
Der Kritiker der The New York Times schrieb, MGM habe einen Regisseur, Hauptdarsteller und ein Kamerateam in die Ewige Stadt entsandt, um denn Film zu produzieren. Das Studio scheine große Kosten und Mühen auf sich genommen zu haben, um ein seltsam unspektakuläres und oft banales Werk zu produzieren. Es kombiniere Komödie, Aspekte des religiösen Glaubens und altmodisches Verfolgungsmelodram in ziemlich gleichen Anteilen, wobei von keiner dieser Zutaten eine große Wirkung zu erwarten sei.
Sein Kollege vom TV Guide sah hingegen eine angenehme, bewegende Geschichte.